# Apple Podcasts
Apple Podcasts (conhecido simplesmente como Podcasts nos sistemas operacionais da Apple) é um serviço de streaming de áudio e aplicativo reprodutor de mídia desenvolvido pela Apple Inc. para reproduzir podcasts. A Apple começou a oferecer suporte a podcasts com o iTunes 4.9 lançado em junho de 2005 e lançou seu primeiro aplicativo móvel independente em 2012. O aplicativo foi posteriormente pré-instalado com o iOS a partir de outubro de 2014. O diretório Apple Podcasts apresenta mais de dois milhões de programas. Apple Podcasts está disponível nos sistemas operacionais iOS, iPadOS, macOS, watchOS, tvOS, CarPlay, sistemas operacionais Microsoft Windows e nos dispositivos Amazon Alexa.